# Застава Катара
Застава Катара је уведена 9. јула 1971. године. Кестењасте је боје, са рубним вертикално белом линијом са девет врхова. 

## Значење
- Бела боја представља међународни симбол мира
- Кестењаста боја представља проливену крв за време бројних Катарских ратова, посебно у другој половини 19. века.
- Линија са девет врхова означава да је Катар 9. члан „поново успостављених Емирата“ од 1916. године.

Застава је званично усвојена 9. јули, 1971, иако се готово идентична застава различитих пропорција користила до 1949. године. Катарска застава је слична застави Бахреина.